# Stazione di Camedo
La stazione di Camedo delle Ferrovie Autolinee Regionali Ticinesi (FART) è una stazione ferroviaria della ferrovia Locarno-Domodossola ("Centovallina"). Sulla base dell'articolo 6 della Convenzione tra la Svizzera e l'Italia concernente una ferrovia elettrica a scartamento ridotto da Locarno a Domodossola del 12 novembre 1918 la stazione è deputata allo svolgimento delle operazioni doganali per ciò che attiene al trasporto di merci e bestiame. Per permettere lo svolgimento dei controlli (alle persone) in corso di viaggio deve inoltre essere messo a disposizione delle Autorità italiane, conformemente all'articolo 2 paragrafo 7 dell'Accordo tra la Svizzera e l'Italia relativo al controllo sui treni in corso di viaggio sulla tratta Ponte Ribellasca-Camedo del 15 dicembre 1975, un locale all'interno della stazione.

## Strutture e impianti

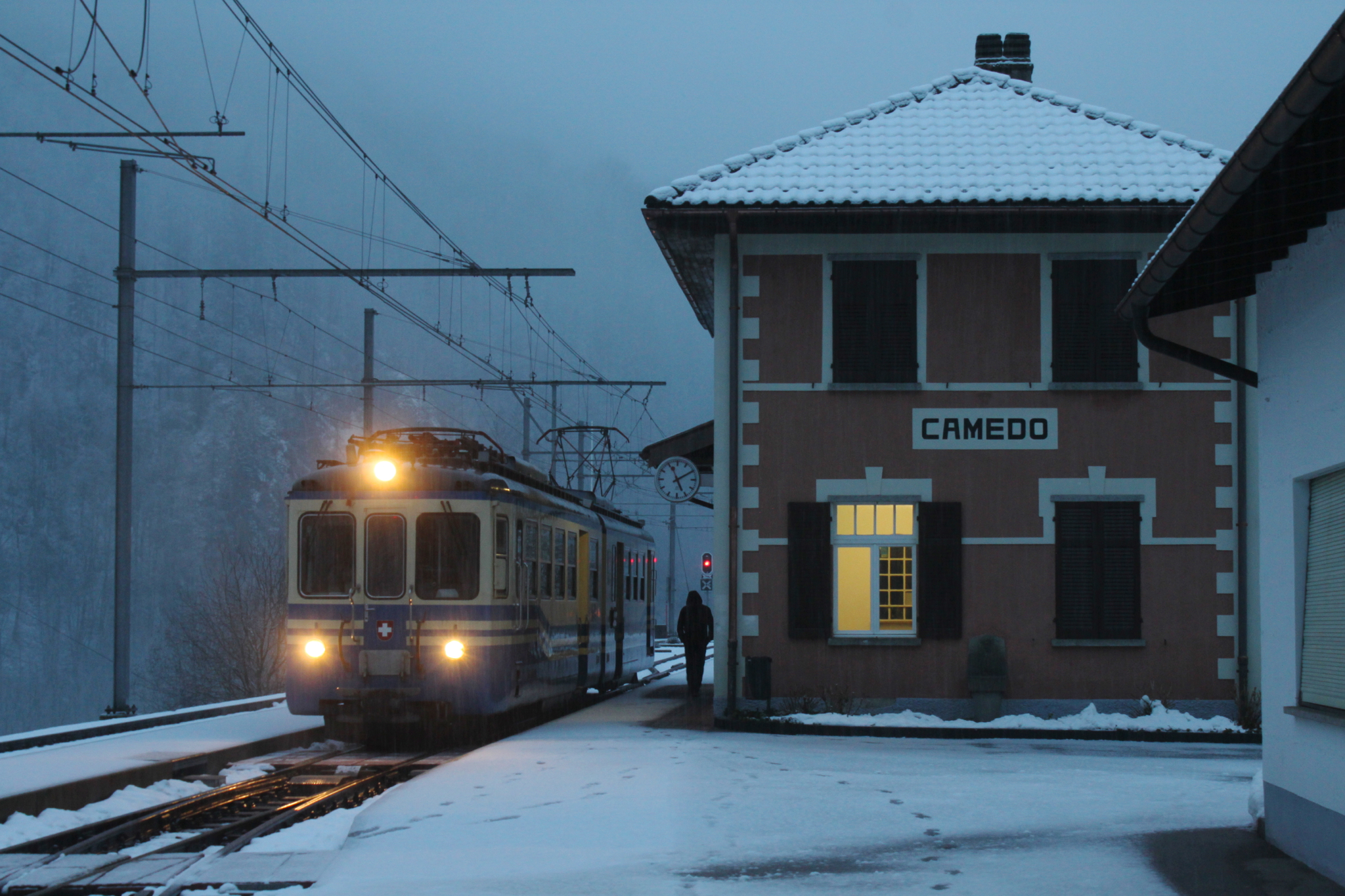
Inverno 2015

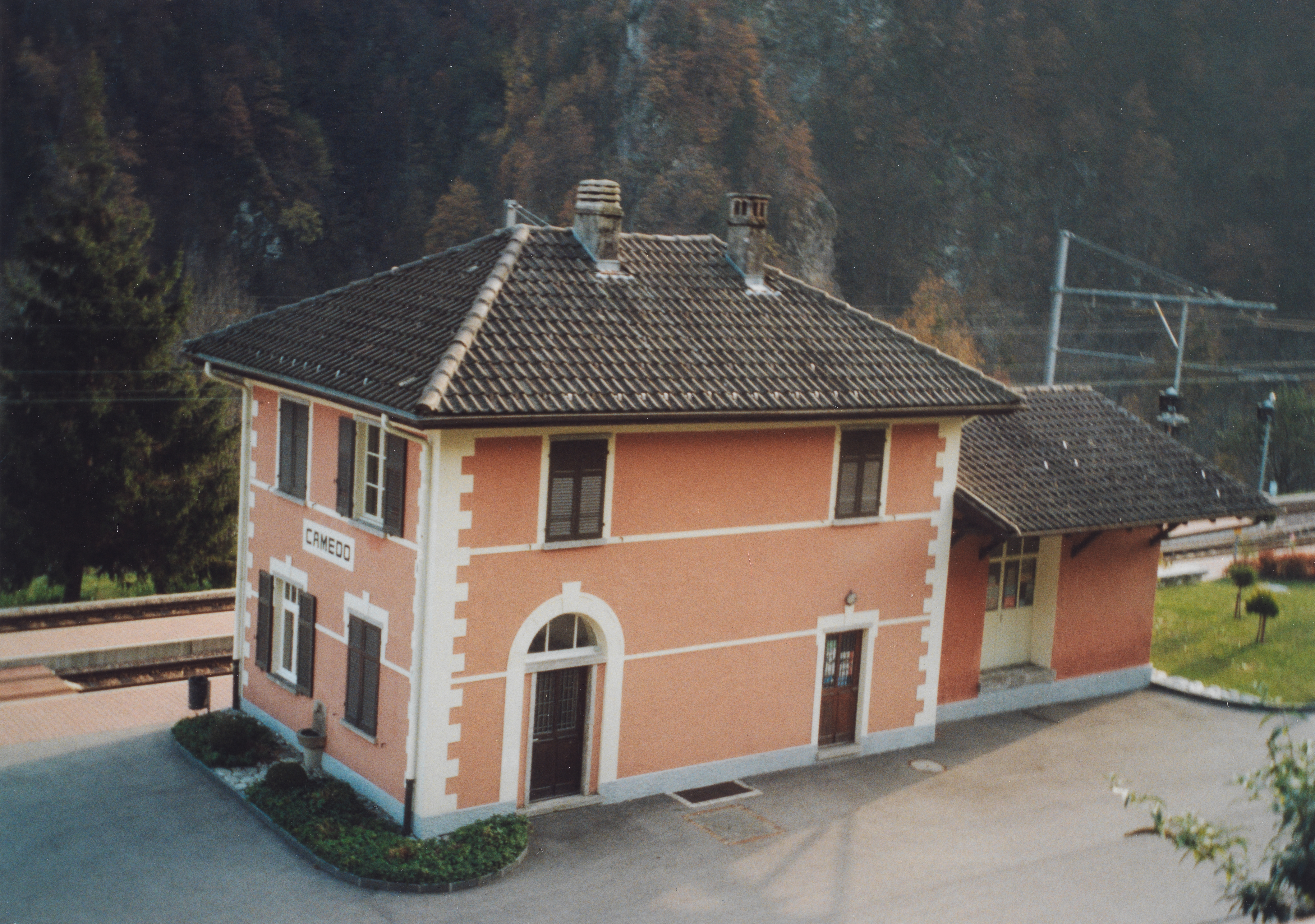
Nel 2007

La stazione dispone di un binario di raddoppio, suddiviso in due sezioni, e di due binari tronchi (uno dei quali dà accesso a una rimessa).

## Movimento
La stazione è servita dai treni regionali (linea Locarno-Camedo e viceversa) e diretti (linea Locarno-Domodossola e viceversa) delle FART.

## Servizi
Le banchine sono collegate da attraversamenti a raso.
- Biglietteria automatica della Comunità tariffale Ticino e Moesano
- Sala d'attesa
- Servizi igienici